# Thomas Wilson Barnes
Thomas Wilson Barnes (1825–1874) va ser un mestre d'escacs anglès, un dels principals mestres britànics del seu temps.

## Biografia
Barnes era un dels principals mestres d'escacs britànics en el moment de la visita de Paul Morphy al Regne Unit el 1858. Barnes va tenir la feliç fortuna de tenir el millor registre de resultats contra Paul Morphy durant la visita; li va guanyar vuit partides, i en va perdre dinou (Brace 1977). L'únic torneig al qual va jugar va ser el de Londres el 1862, on va acabar a la meitat de la taula de classificació (Hooper & Whyld 1992), (Golombek 1976:148).

## Obertures anomenades en honor de Barnes
Una variant de l'obertura Ruy López anomenada Defensa de Barnes va rebre el seu nom: 1.e4 e5 2. Cf3 Cc6 3. Ab5 g6 (això també es coneix de vegades com la Defensa Smyslov). Una variant molt més dubtosa amb el seu nom és la defensa Barnes, 1.e4 f6 que va jugar contra Anderssen i Morphy, superant aquest últim. L'obertura Barnes, 1.f3, també porta el seu nom. Començar amb el peó f era la seva manera d'esquivar la teoria d'obertures existent.

## Mort
Barnes va fer dieta i va perdre 130 lliures (aprox. 59 kg) en 10 mesos, cosa que va provocar la seva mort. Barnes va ser enterrat cinc dies després de la seva mort al cementiri de Brompton a Londres.